# 勒傑伊斯科埃湖
57°16′16″N 30°53′16″E / 57.271°N 30.8879°E

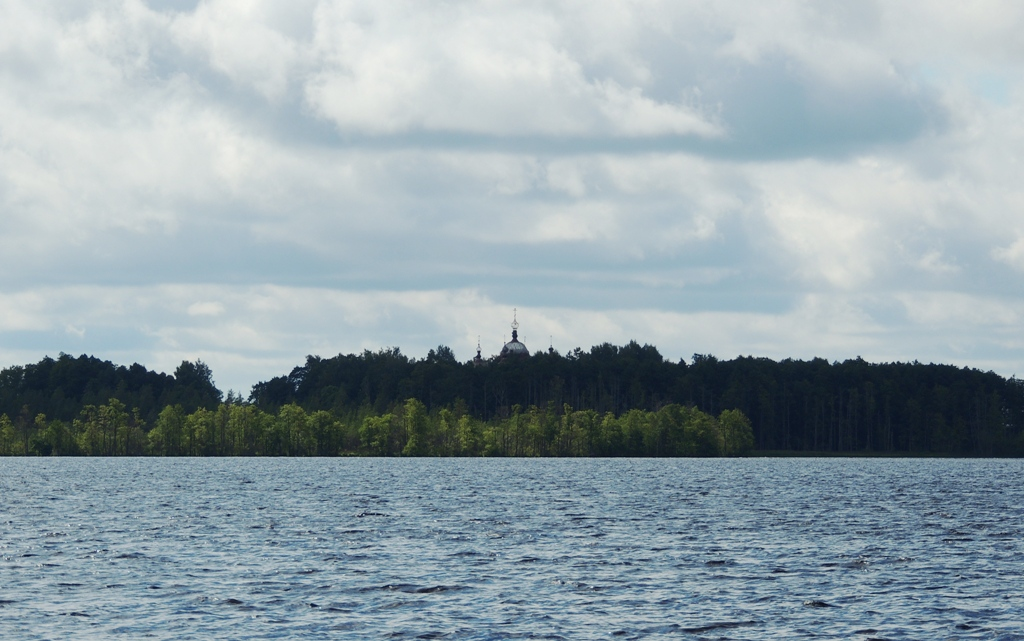

勒傑伊斯科埃湖（俄语：Рдейское），是俄羅斯的湖泊，位於該國西北部諾夫哥羅德州，處於瓦爾代高地，長4.5公里、寬3公里，面積7.5平方公里，海拔高度95米，湖岸線長度16公里，集水區面積64.6平方公里。